# Italia en la Copa Mundial de Fútbol de 1938
Italia fue una de los 15 selecciones participantes en la Copa Mundial de Fútbol de 1938 realizada en Francia, la cual fue su segunda participación en el torneo.

## Clasificación
Italia clasificó directamente como el campeón de la edición anterior de Italia 1934.

## Jugadores
| #     | Nombre            | Posición       | Edad | PJ Sel | Club             |
| ----- | ----------------- | -------------- | ---- | ------ | ---------------- |
| 1     | Miguel Andreolo†  | Centrocampista | 25   | 11     | Bologna          |
| 2     | Sergio Bertoni†   | Delantero      | 22   | 3      | Pisa             |
| 3     | Amedeo Biavati†   | Delantero      | 23   | 0      | Bologna          |
| 4     | Carlo Ceresoli†   | Guardameta     | 28   | 8      | Bologna          |
| 5     | Bruno Chizzo†     | Centrocampista | 22   | 0      | Triestina        |
| 6     | Gino Colaussi†    | Delantero      | 24   | 13     | Triestina        |
| 7     | Aldo Donati†      | Centrocampista | 27   | 0      | A. S. Roma       |
| 8     | Giovanni Ferrari† | Delantero      | 30   | 38     | Ambrosiana-Inter |
| 9     | Pietro Ferraris†  | Delantero      | 26   | 3      | Ambrosiana-Inter |
| 10    | Alfredo Foni†     | Defensa        | 26   | 6      | Juventus         |
| 11    | Mario Genta†      | Centrocampista | 26   | 0      | Genoa            |
| 12    | Ugo Locatelli†    | Centrocampista | 22   | 7      | Ambrosiana-Inter |
| 13    | Guido Masetti†    | Guardameta     | 30   | 1      | Roma             |
| 14    | Giuseppe Meazza † | Centrocampista | 27   | 43     | Ambrosiana-Inter |
| 15    | Eraldo Monzeglio† | Defensa        | 31   | 34     | Roma             |
| 16    | Aldo Olivieri†    | Guardameta     | 27   | 8      | Lucchese         |
| 17    | Renato Olmi†      | Centrocampista | 23   | 0      | Ambrosiana-Inter |
| 18    | Pietro Pasinati†  | Delantero      | 27   | 10     | Triestina        |
| 19    | Mario Perazzolo†  | Centrocampista | 26   | 2      | Genoa            |
| 20    | Silvio Piola†     | Delantero      | 24   | 14     | Lazio            |
| 21    | Pietro Rava†      | Defensa        | 22   | 11     | Juventus         |
| 22    | Pietro Serantoni† | Centrocampista | 31   | 11     | Juventus         |
| D. T. | Vittorio Pozzo†   |                |      |        |                  |

## Resultados
Italia ganó su segundo título mundial.

### Primera ronda
| 5 de junio de 1938 | Italia                  | 2-1 (t. s.) | Noruega     | Stade Vélodrome, Marseille                                |                                                           |
|                    | Ferraris 2' · Piola 94' | Reporte     | Brustad 83' | Asistencia: 19 000 espectadores Árbitro(s): Alois Beranek | Asistencia: 19 000 espectadores Árbitro(s): Alois Beranek |

### Cuartos de final
| 12 de junio de 1938 | Francia       | 1-3     | Italia                      | Stade Olympique de Colombes, Paris                      |                                                         |
|                     | Heisserer 10' | Reporte | Colaussi 9' · Piola 51' 72' | Asistencia: 58 455 espectadores Árbitro(s): Louis Baert | Asistencia: 58 455 espectadores Árbitro(s): Louis Baert |

### Semifinales
| 16 de junio de 1938 | Italia                           | 2-1     | Brasil    | Stade Vélodrome, Marseille                                |                                                           |
|                     | Colaussi 51' · Meazza 60' (pen.) | Reporte | Romeu 87' | Asistencia: 33 000 espectadores Árbitro(s): Hans Wüthrich | Asistencia: 33 000 espectadores Árbitro(s): Hans Wüthrich |

### Final
| 19 de junio de 1938 | Hungría                | 2-4     | Italia                          | Stade Olympique de Colombes, Paris                             |                                                                |
|                     | Titkos 8' · Sárosi 70' | Reporte | Colaussi 6' 35' · Piola 16' 82' | Asistencia: 45 000 espectadores Árbitro(s): Georges Capdeville | Asistencia: 45 000 espectadores Árbitro(s): Georges Capdeville |